# 警視庁高速道路交通警察隊
警視庁高速道路交通警察隊（けいしちょうこうそくどうろこうつうけいさつたい）とは、警視庁の執行隊の一つ。

## 歴史
東京オリンピックが開催された昭和39年から、高速道路の建設が始まり、高速道路の利用者が増加した。
それに伴い、交通事故が増発したため、高速道路の安全を守るため、昭和46年9月17日当組織が発足した。

## 隊本部
東京都中央区新富一丁目1番3号

## 分駐所
- 新富分駐所
- 八王子分駐所